# Hệ thống sông Thái Bình
Hệ thống sông Thái Bình là hệ thống các sông có hoạt động gắn với sông Thái Bình, gồm các phụ lưu và chi lưu của nó. 
Các phụ lưu chính gồm sông Cầu, sông Thương và sông Lục Nam ở thượng nguồn với tổng chiều dài khoảng 1.650 km và diện tích lưu vực khoảng 10.000 km². Ngoài ra, hệ thống sông này còn nhận một phần dòng chảy của sông Hồng, để đổ ra biển Đông.

## Lưu vực của sông

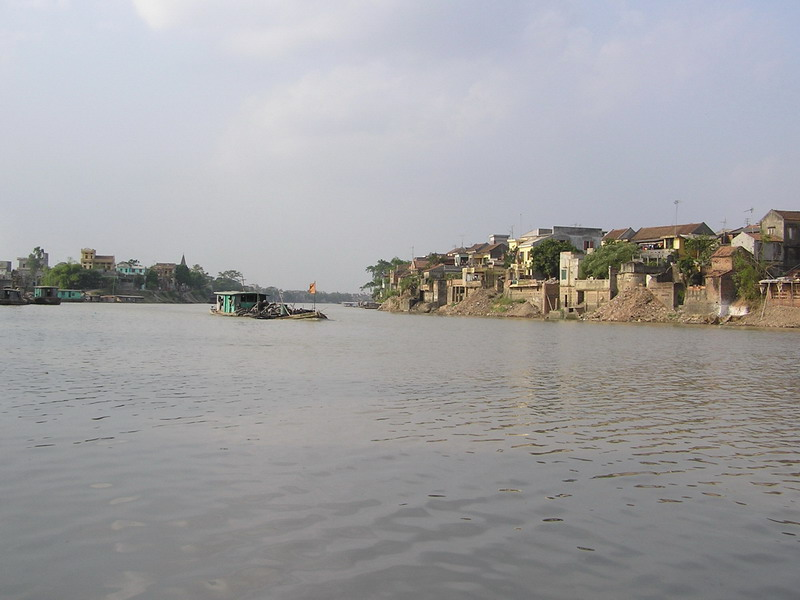
Sông Cầu đoạn chảy qua thị xã Việt Yên và thành phố Bắc Giang (tỉnh Bắc Giang)

Sông Cầu dài 290 km, bắt nguồn từ Bắc Kạn chảy qua Thái Nguyên) và làm ranh giới hai tỉnh Bắc Giang - Bắc Ninh. Sông Thương phát nguyên từ Lạng Sơn chảy qua các huyện Lạng Giang, Yên Thế, Tân Yên, thành phố Bắc Giang và dài khoảng 80 km. Sông Lục Nam phát nguyên từ Đình Lập (Lạng Sơn), chảy qua các huyện Sơn Động, Lục Ngạn, Lục Nam (Bắc Giang) với tổng chiều dài hơn 200 km.
Chỗ hợp lưu của các con sông Cầu, sông Thương, sông Lục Nam, Đuống, Kinh Thầy và nhánh chính sông Thái Bình tại Chí Linh gọi là sông Lục Đầu, hay Lục Đầu Giang (tên cũ là sông Phù Lan), do đây là nơi sáu con sông gặp nhau. Dòng chính của hệ thống sông này, chảy qua tỉnh Hải Dương và đổ ra biển bằng tại cửa Thái Bình (nằm ở giữa ranh giới hai huyện Tiên Lãng và Thái Thụy) dài 385 km, qua ranh giới hai huyện Tiên Lãng và Vĩnh Bảo của thành phố Hải Phòng. Do hệ thống sông Thái Bình có nối với sông Hồng bởi sông Đuống (ở thượng lưu) và sông Luộc (ở hạ lưu) nên đôi khi người ta còn gọi hệ thống này là hệ thống sông Hồng-Thái Bình và nó tạo ra khu vực đồng bằng Bắc Bộ. Hệ thống này giúp phân nước sông Hồng khi mùa lũ, làm giảm thiệt hại ở hạ lưu sông Hồng.

## Các chi lưu

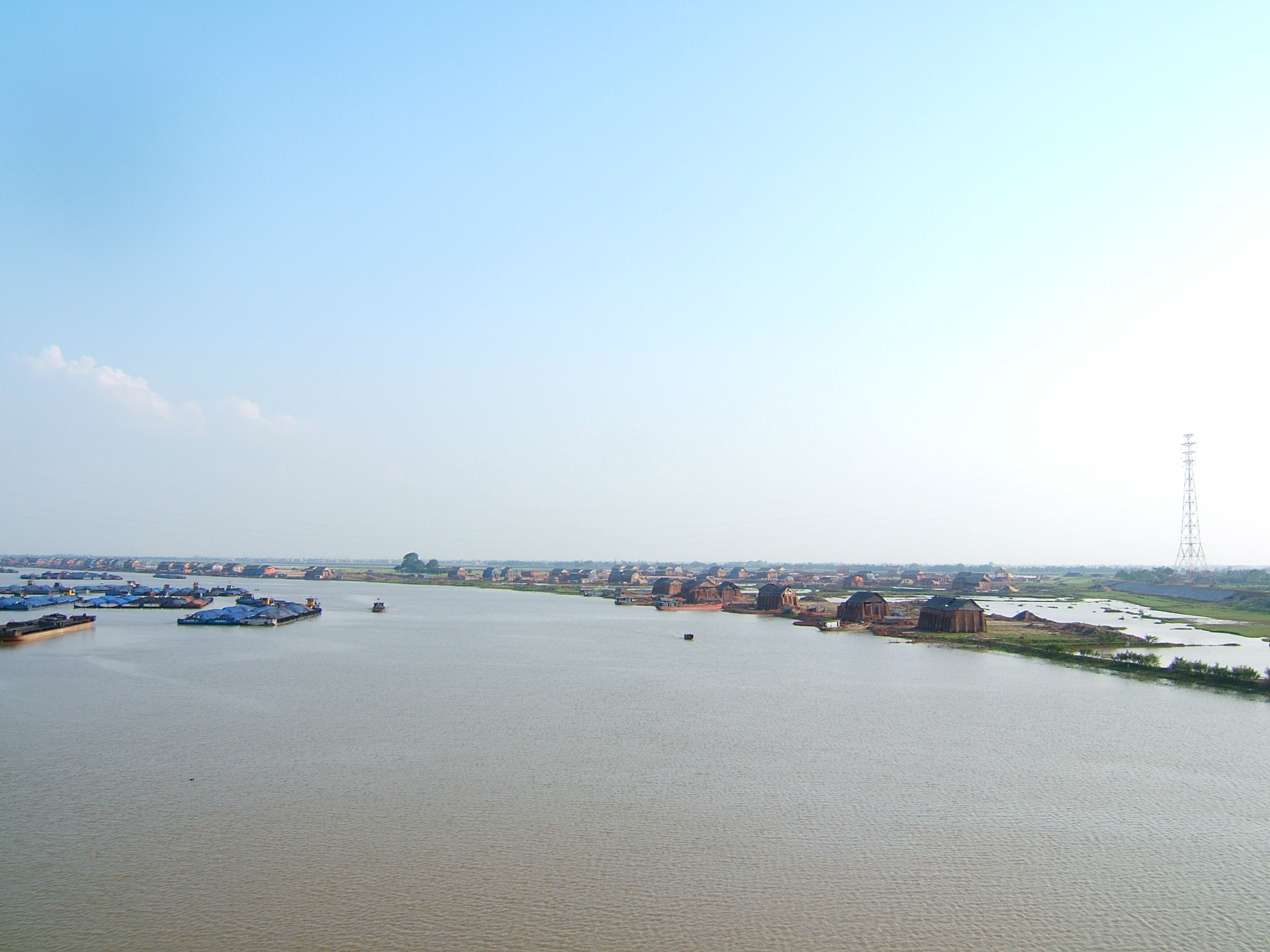
Lục Đầu Giang

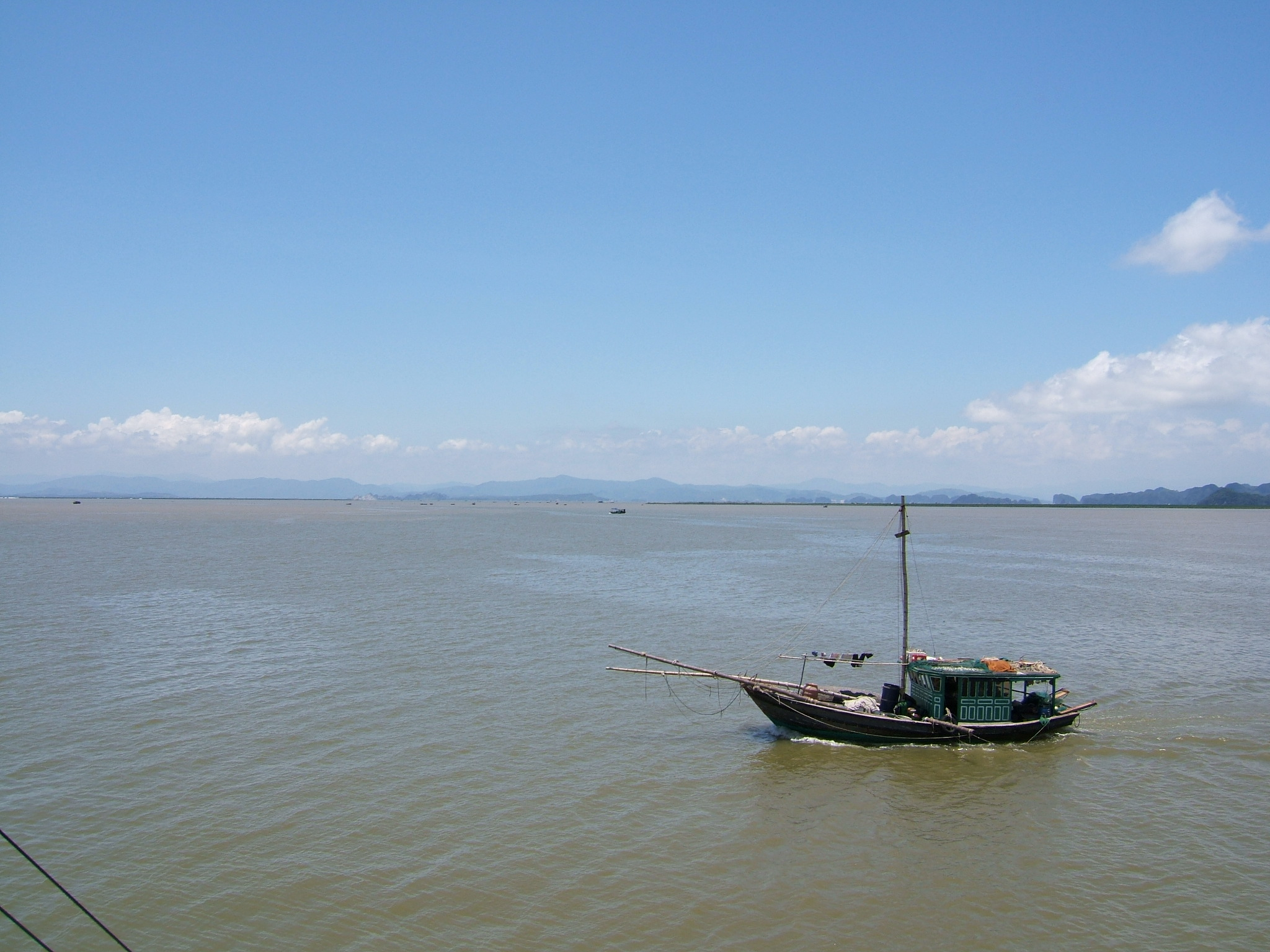
Sông Bạch Đằng đoạn gần cửa sông (ảnh chụp từ trên phà Đình Vũ cắt ngang sông ra đảo Cát Hải

Các chi lưu khác chảy ra biển của hệ thống sông Thái Bình đều nằm về phía tả ngạn sông Thái Bình:
- Sông Kinh Thầy, một chi lưu của Hệ thống sông Thái Bình từ Phả Lại, đến Thạch Liên chia thêm một nhánh nhỏ là sông Kinh Môn, hai nhánh này nhập lại thành sông Cấm, con sông chảy qua trung tâm thành phố Hải Phòng. Trước đây sông Cấm đổ ra biển tại cửa Cấm, tuy nhiên từ năm 1978 chính quyền thành phố Hải Phòng đã cho xây dựng đập Đình Vũ nên sông Cấm không còn thông ra biển mà thay vào đó toàn bộ dòng chảy hợp lưu với sông Bạch Đằng đổ ra cửa Nam Triệu.
- Sông Lạch Tray, dài 45 km, là nhánh của sông Kinh Thầy từ Kênh Đồng, nối với sông Văn Úc chảy ngang qua Hải Phòng, qua địa phận quận Kiến An và quận An Dương ra biển bằng cửa Lạch Tray.
- Sông Văn Úc có một chi lưu là sông Hương (không nên nhầm với sông Hương ở Huế), một đoạn có tên sông Rạng, đổ ra cửa Văn Úc.
- Phân lưu cuối cùng của hệ thống sông Thái Bình là sông Đá Bạch - Bạch Đằng dài 40 km là nhánh của sông Kinh Thầy, cửa sông là một vùng lầy rộng lớn gọi là cửa Nam Triệu là ranh giới của tỉnh Quảng Ninh và thành phố Hải Phòng.

Ngoài ra còn các sông nhánh khác như sông Lai Vu, sông Giá (Thủy Nguyên), sông Đa Độ (Kiến An-Đồ Sơn), sông Tam Bạc v.v.

## Sông Thái Bình
Dòng chính sông Thái Bình gồm hai đoạn.
Đoạn một bắt đầu từ ngã ba Lác, phía dưới phường Phả Lại, thành phố Chí Linh thuộc tỉnh Hải Dương, chảy qua đất Hải Dương tới ngã ba Mía dài khoảng 64 km.
Đoạn hai từ Quý Cao (xã Nguyên Giáp, huyện Tứ Kỳ), nơi kết thúc sông Luộc, sang địa phận thành phố Hải Phòng, men theo ranh giới huyện Vĩnh Bảo với huyện Tiên Lãng và rồi chảy dọc theo ranh giới giữa huyện Tiên Lãng (Hải Phòng) với tỉnh Thái Bình, đổ ra cửa Thái Bình ở vị trí giáp ranh hai tỉnh này với chiều dài đoạn này khoảng 36 km. Dòng mang tên Thái Bình này, chỉ chảy men theo tỉnh Thái Bình ở đoạn cuối, mà không chảy cắt qua địa phận tỉnh Thái Bình. Phần hệ thống sông Thái Bình liên quan tới tỉnh Thái Bình là sông Luộc và một con sông nhỏ là sông Hóa.
Hai đoạn này thông với sông Văn Úc bằng ba sông nhỏ, dài khoảng 3 km mỗi sông là sông Cầu Xe, sông Mía và sông Kênh Khê.

## Lưu lượng
Do phần lớn lưu vực của hệ thống sông Thái Bình bắt nguồn từ các vùng đồi trọc miền Đông Bắc, đất đai bị xói mòn nhiều nên nước sông rất đục, hàm lượng phù sa cao. Do đặc điểm lòng sông rộng, ít dốc, đáy nông nên sông Thái Bình là một trong những sông bị bồi lấp nhiều nhất. Theo tài liệu thực tế thì mức nước lũ lụt lịch sử sông Thái Bình đo được tại Phả Lại năm 1971 đạt tới 7,21 m với lưu lượng lớn nhất tại Cát Khê, Bến Bình là 5.000 m³. Lưu lượng nước hàng năm đạt khoảng 53 tỷ m³.